# Казбегі (муніципалітет)
Муніципалітет Казбеґі (груз. ყაზბეგის მუნიციპალიტეტი, трансліт. казбеґіс муніципалітеті) — адміністративна одиниця мгаре Мцхета-Мтіанеті, Грузія. Адміністративний центр — даба Степанцмінда (у 1921—2007 роках селище мало назву Казбеґі, на честь Александра Казбеґі).

## Населення
Станом на 1 січня 2014 чисельність населення муніципалітету склала 3795 мешканців.
| Грузини | Осетини | Росіяни | Вірмени |
| 99,24%  | 0,34 %  | 0,18 %  | 0,8%    |